# Daspletosaurus
Daspletosaurus ("förfärlig ödla") var ett släkte dinosaurier nära besläktade till Tyrannosaurus rex. Fossil av Daspletosaurus har hittats i Alberta (Kanada) och Montana (USA), Nordamerika, där den tros ha levt under slutet av Kritaperioden (senare Campan) för omkring 75 milj. år sedan. Den tros ha varit en av de sista av sitt slag, samtida med de mer gracila Albertosaurinerna, Gorgosaurus och Albertosaurus. De första fossilen efter Daspletosaurus hittades av Charles M. Sternberg i Oldman Formation vid Red Deer River i södra Alberta 1921. Hittills innehåller släktet endast en erkänd art, D. torosus, men det är möjligt att det fanns fler. Vissa fossil som beskrivits som Daspletosaurus har senare tillförts andra släkten. 2010 beskrevs ett fossil (MNNMH P-25049), från Kirtland Formation i New Mexico, som tidigare beskrivits som en juvenil Daspletosaurus, som tillhörande ett eget släkte under namnet Bistahieversor sealeyi.

## Beskrivning

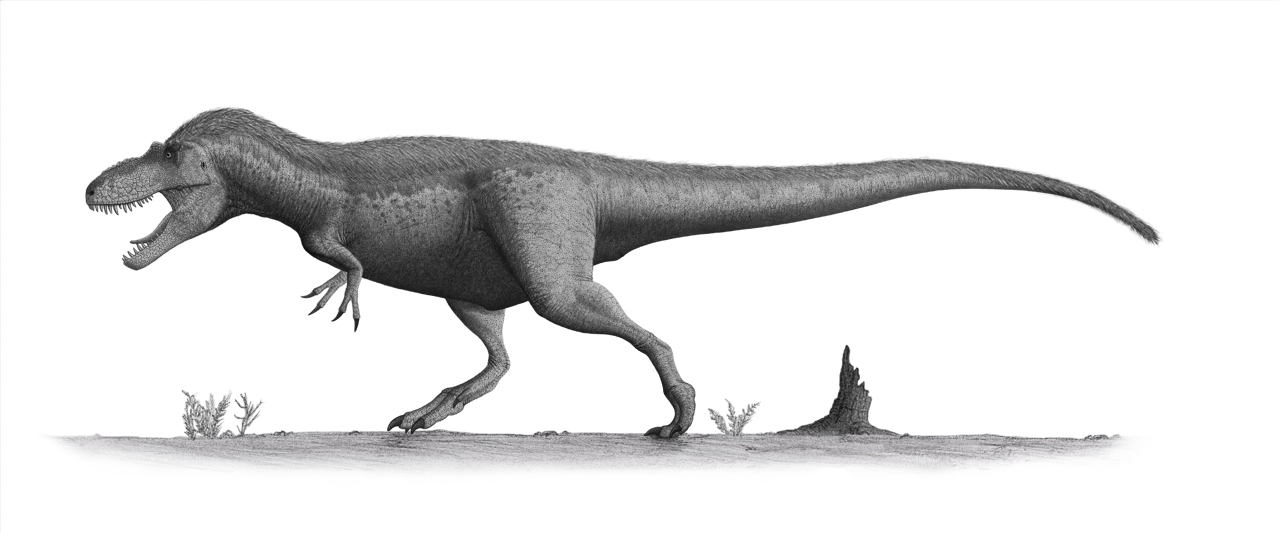
Rekonstruktion av Daspletosaurus.

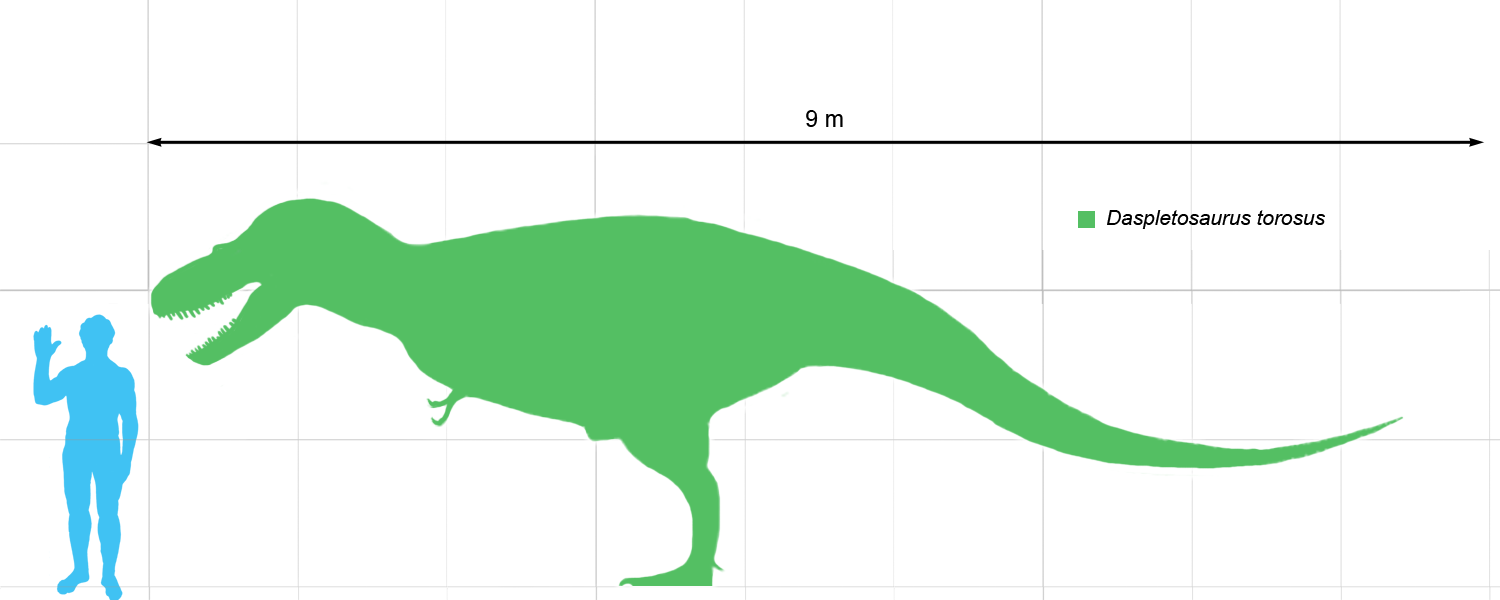
Daspletosaurus i storleksjämförelse med en människa.

Daspletosaurus var en typisk tyrannosaurid. Den gick uteslutande på bakbenen och gick med den långa, kraftiga svansen utsträckt bakom för att balansera kroppen. Den var kraftigt byggd, och särskilde sig från Albertosaurus och Gorgosaurus genom kraftigare kropp och massivare skalle. En fullvuxen Daspletosaurus beräknas ha varit cirka 9-10 meter lång och vägt mellan 3,5 och 4 ton. Den hade en stor skalle som mätte mellan 0,6 och 1,1 meter i längd. Käkarna var kraftiga, och flera ben i skallen var sammanvuxna för att öka dess styrka. Dess långa käftar hade fler än 60 bananformade tänder. Till skillnad från flera andra theropoder var tyrannosaurider heterodonta, det vill säga att de hade olika storlekar och olika former på tänderna beroende på var de befann sig i munhålan. Premaxilla-tänderna vid framdelen av överkäken var mycket mindre än de resterande, och mer hoppackade och D-formade längre bak. Daspletosaurus hade också de största tänderna av alla Tyrannosaurider. Daspletosaurus uppvisar också variation i hur ögonen är vinklade. Vissa skallar har ögonen vinklade åt sidorna, medan andra uppvisar ögon som vinklar sig mer framåt. Liknande variation finns hos andra tyrannosaurider (se även Tarbosaurus). Daspletosaurus hade också ett par svagt utvecklade horn över ögonen.
Daspletosaurus hade framben som var mycket reducerade i storlek (cirka 0,95-1 meter långa), vilket är typiskt för tyrannosaurider. I proportion till djurets totala kroppstorlek var de dock de längre än hos något annat släkte i familjen. Bakbenen var långa och kraftiga, och slutade i en lång metatarsus och fyra tår. Den första av dessa, den som motsvarar stortån hos människor, var väldigt kort och enbart de andra tre nådde till marken. Den mellersta tån av dessa var längst.

## Taxonomioch arter
Daspletosaurus hörde till familjen Tyrannosauridae, som dominerade Nordamerika och Asien under den senare delen av Kritaperioden. Den klassas till underfamiljen Tyrannosaurinae, som särskiljer sig från Albertosaurinae genom kraftigare kroppsbyggnad och skallar. De närmaste släktingarna till Daspletosaurus tros vara Tyrannosaurus och Tarbosaurus. Några forskare tror att Daspletosaurus är den direkta förfadern till den yngre daterade Tyrannosaurus. Ett exemplar (MOR 590) från Two Medicine Formation har beskrivit av Horner som en övergångsform mellan Daspletosaurus och Tyrannosaurus. Currie har dock hävdat att alla fossilen från Two Medicine Formation hör till släktet Daspletosaurus, men att det rör sig om en ny, okänd art. Några forskare (Paul, 1988) anser emellertid att Daspletosaurus egentligen inte är ett eget släkte utan en art inom släktet Tyrannosaurus, kallad Tyrannosaurus torosus. De flesta forskare anser emellertid att Daspletosaurus utgör ett eget släkte. 

## Fossilhistoria

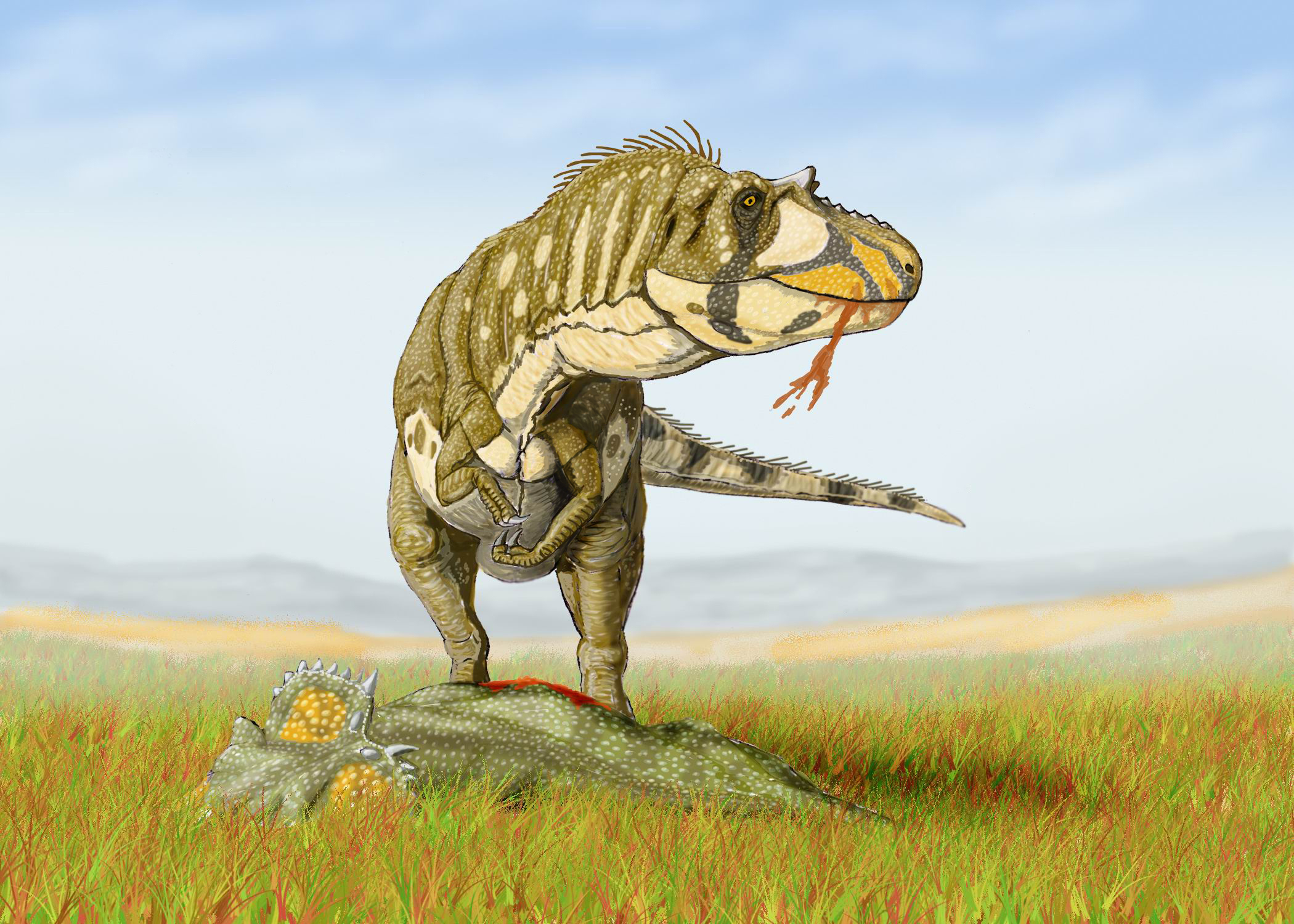
Illustration av Daspletosaurus, ätandes en Ceratopsid.

När de första fossilen från Daspletosaurus upptäcktes av Sternberg 1921, trodde han att det rörde sig om en ny art i släktet Gorgosaurus. 1970 kom dock Russell fram till att det var ett eget släkte. Han gav det namnet Daspletosaurus torosus, efter grekiskans δασπλητo-/daspleto- ("skräckinjagande/förfärlig") och σαυρος/sauros ("ödla"), samt latinets torosus, som betyder "muskulös", p.g.a. dess kraftiga kroppsbyggnad. Fossil efter Daspletosaurus har fram till idag påträffats i Dinosaur Provincial Park Man har även påträffat ett välbevarat fossil från ett ungdjur i Glacier National Park i Montana, vilket tyder på att Daspletosaurus även funnits där. Några exemplar har även påträffats i Two Medicine Formation (se ovan). Från Judith River finns rapporter om en skalle från en Tyrannosaurid (FMNH PR308) har stått model för att rekonstruera skallar från Gorgosaurus, men den beskrivs nu som en Daspletosaurus (Carr, 1999)

## Samlevnad medGorgosaurus

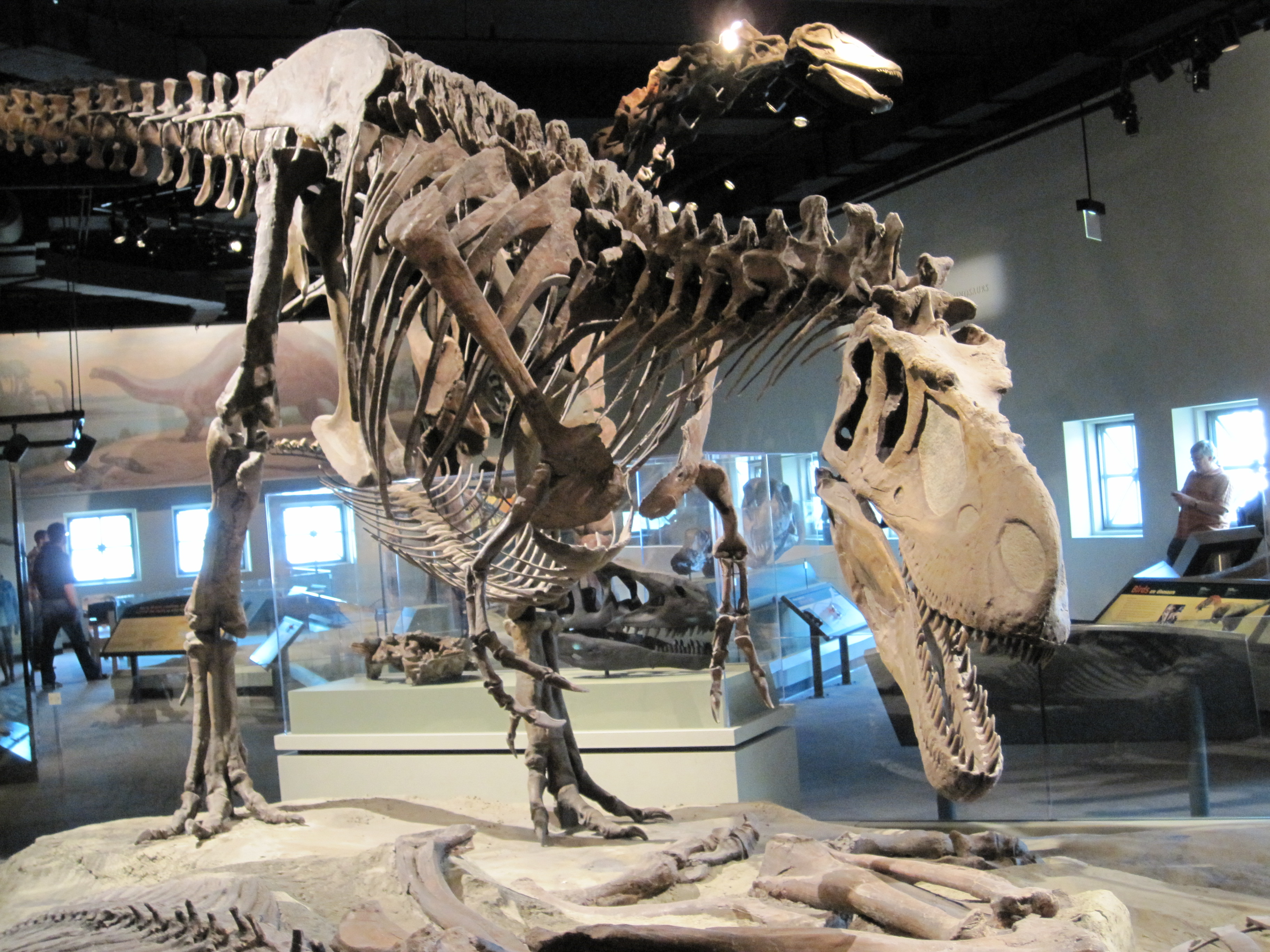
Daspletosaurus skelett (Field Museum of Natural History).

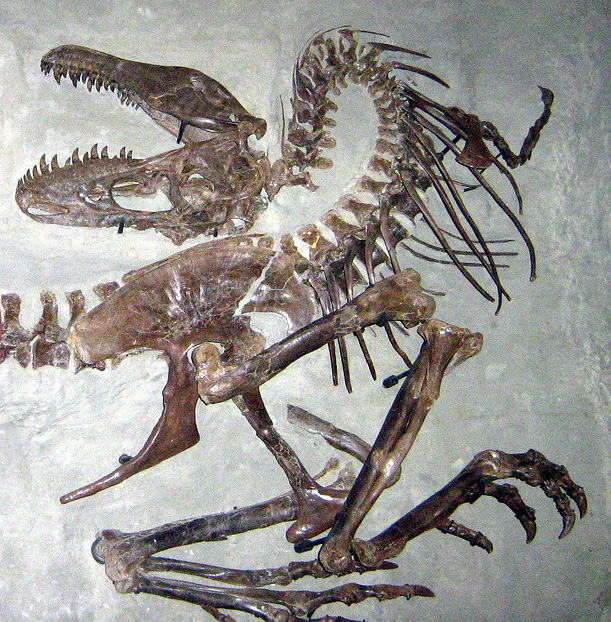
Gorgosaurus.

I det sena Campan-skedets Nordamerika var Daspletosaurus samtida till Gorgosaurus. Detta är en av få exempel på att två tyrannosauriesläkten existerar samtidigt. I nutida predatorsföreningar är rovdjur av liknande storlek separerade i olika ekologiska nischer av anatomiska, beteenderelaterade eller geografiska skillnader som begränsar konkurrens. Flera studier har försökt förklara skillnader i nischer hos Daspletosaurus och Gorgosaurus.
Dale A. Russell hade en hypotes att den mer lättbyggda och vanligare förekommande Gorgosaurus kanske jagat de vid den tiden rikligt förekommande hadrosaurierna, medan den mer robusta och mindre förekommande Daspletosaurus kanske specialiserat på de mindre utbredda men bättre försvarade ceratopsiderna, som kanske var svårare att jaga. Ett exemplar av Daspletosaurus (OTM 200) från Two Medicine Formation har dock de nedbrutna resterna av en ung hadrosaurie i magregionen. De högre och bredare käftarna hos tyrannosauriner som Daspletosaurus är mekaniskt starkare än de hos albertosauriner som Gorgosaurus, trots att tänderna är ganska lika i styrka mellan de två grupperna. Detta indikerar kanske mekaniska skillnader i födointag eller diet.
Andra har föreslagit att konkurrens begränsades av geografisk separation. Till skillnad från vissa andra grupper med dinosaurier verkar det inte vara något samband i avstånd från havet. Vidare var varken Daspletosaurus eller Gorgosaurus mer förekommande än den andra på högre eller lägre upphöjningar. Medan det är något överlappande utbredningsområden, verkar Gorgosaurus vara vanligare på de norra breddgraderna, och arter av Daspletosaurus är mer förekommande i söder. Samma mönster ses hos andra dinosauriegrupper. Ceratopsider av chasmosaurintyp och hadrosaurier av hadrosaurinae-typ är också vanligare i Two Medicine Formation och Sydvästra Nordamerika under Campan. Thomas Holtz har menat att detta mönster visar på delade ekologiska företräden mellan tyrannosauriner, chasmosauriner och hadrosauriner. Holtz noterar att vid slutet av senare Maastricht var tyrannosauriner som Tyrannosaurus rex, hadrosauriner och chasmosauriner som Triceratops vitt spridda över västra Nordamerika, medan albertosauriner och centrosauriner dog ut, och lambeosauriner var väldigt ovanliga.